# Travis Scott (Eishockeyspieler)
Travis Scott (* 14. September 1975 in Kanata, Ontario) ist ein ehemaliger kanadischer Eishockeytorwart, der zuletzt beim HK Traktor Tscheljabinsk in der Kontinentalen Hockey-Liga unter Vertrag stand.

## Karriere
Travis Scott begann seine Karriere 1993 in der Ontario Hockey League, wo er für zwei Jahre bei den Windsor Spitfires und ein weiteres Jahr für die Oshawa Generals spielte. Danach wechselte der links fangende Torhüter kurz in die American Hockey League, ehe er zu den Baton Rouge Kingfish transferiert wurde, für die er zwei Jahre in der East Coast Hockey League aktiv war. In der Saison 1998/99 schaffte er den Durchbruch, als er die Mississippi Sea Wolves mit guten Leistungen in die Play-offs und zum Gewinn des Kelly Cup führte. Anschließend wechselte er zurück in die AHL, wo er sich den Lowell Lock Monsters anschloss. In der Spielzeit 2000/01 bestritt der ungedraftete Scott für die Los Angeles Kings sein bislang einziges NHL-Spiel. Von 2001 bis 2005 spielte er je zwei Jahre für die Manchester Monarchs, das Farmteam der Kings, sowie die San Antonio Rampage in der AHL.
Zur Spielzeit 2005/06 entschied sich Scott zu einem Wechsel nach Europa und spielte die folgenden zwei Jahre in der russischen Superliga für HK Metallurg Magnitogorsk. Mit dem russischen Club gewann er 2005 den Spengler Cup in Davos und in der Saison 2006/07 die Meisterschaft. Im Sommer 2007 unterzeichnete er einen Einjahresvertrag beim DEL-Club Kölner Haie, der allerdings im Dezember 2007 aufgelöst wurde, weil Scott ein hoch dotiertes Angebot seines russischen Ex-Clubs annahm.
Am 11. Dezember 2008 unterschrieb er einen Vertrag beim österreichischen Rekordmeister EC KAC und wurde mit dem Verein am 6. April Österreichischer Meister. Nach diesem Erfolg war er zunächst vereinslos, bevor Scott im November 2009 vom DEL-Club Hannover Scorpions verpflichtet wurde. Mit ihnen wurde er erneut Meister. Er unterzeichnete zunächst einen Vertrag bis Saisonende, verlängerte ihn aber bis 2011. Kurz nach Beginn der Spielzeit 2010/11 löste er den Vertrag mit den Scorpions jedoch wieder auf, da er nicht der 15-prozentigen Gehaltskürzung zustimmen wollte, welche Clubeigner Günter Papenburg zur finanziellen Konsolidierung des Vereins vorgeschlagen hatte. Im Dezember 2010 unterzeichnete Scott einen Kontrakt beim HK Traktor Tscheljabinsk aus der Kontinentalen Hockey-Liga.

## Erfolge und Auszeichnungen
| - 1999 Kelly-Cup-Gewinn mit den Mississippi Sea Wolves - 1999 Kelly Cup Playoffs Most Valuable Player - 2002 AHL All-Star Classic - 2005 Spengler-Cup-Gewinn mit dem HK Metallurg Magnitogorsk | - 2007 Russischer Meister mit dem HK Metallurg Magnitogorsk - 2009 Österreichischer Meister mit dem EC KAC - 2010 Deutscher Meister mit den Hannover Scorpions |

## Karrierestatistik
(Legende zur Torhüterstatistik: GP oder Sp = Spiele insgesamt; W oder S = Siege; L oder N = Niederlagen; T oder U oder OT = Unentschieden oder Overtime- bzw. Shootout-Niederlage; Min. = Minuten; SOG oder SaT = Schüsse aufs Tor; GA oder GT = Gegentore; SO = Shutouts; GAA oder GTS = Gegentorschnitt; Sv% oder SVS% = Fangquote; EN = Empty Net Goal; 1 Play-downs/Relegation; Kursiv: Statistik nicht vollständig)